# Sex Addicts Anonymous
Sex Addicts Anonymous är ett tolvstegsprogram för sexmissbrukare som grundades 1977 i USA av män som sökte ett mer anonymt forum än de tillgängliga tolvstegsprogrammen. Idag finns organisationen representerad över hela världen och ordnar möten för män och kvinnor oavsett sexualitet som vill tillfriskna från sitt sexmissbruk. I Sverige förekommer SAA som den ej ännu officiellt godkända översättningen Anonyma Sexmissbrukare. Organisationen erbjuder behandling i form av tolvstegsmöten öppna för alla som vill få behandling för sitt missbruk